# Partecipanti alla Milano-Torino 2023
Elenco dei partecipanti alla Milano-Torino 2023.
La Milano-Torino 2023 è stata la centoquattresima edizione della corsa. Alla competizione presero parte 17 squadre: 10 con licenza UCI World Tour 2023 e 7 UCI ProTeam.
Accreditati alla partenza 115 ciclisti.

## Corridori per squadra
Nota: R ritirato, NP non partito, FT fuori tempo, SQ squalificato
| Astana Qazaqstan Team             | Astana Qazaqstan Team             | Astana Qazaqstan Team             | AG2R Citroën Team        | AG2R Citroën Team        | AG2R Citroën Team        | Bingoal WB               | Bingoal WB               | Bingoal WB               |
| --------------------------------- | --------------------------------- | --------------------------------- | ------------------------ | ------------------------ | ------------------------ | ------------------------ | ------------------------ | ------------------------ |
| N°                                | Ciclista                          | Clas.                             | N°                       | Ciclista                 | Clas.                    | N°                       | Ciclista                 | Clas.                    |
| 1                                 | Mark Cavendish                    | 33°                               | 11                       | Benoît Cosnefroy         | 92°                      | 21                       | Matteo Malucelli         | 113°                     |
| 2                                 | Cees Bol                          | 49°                               | 12                       | Lawrence Naesen          | 21°                      | 22                       | Johan Meens              | 87°                      |
| 3                                 | Evgenij Fëdorov                   | 25°                               | 13                       | Oliver Naesen            | 106°                     | 23                       | Rémy Mertz               | 103°                     |
| 4                                 | Davide Martinelli                 | 60°                               | 14                       | Michael Schär            | 98°                      | 24                       | Dimitri Peyskens         | 105°                     |
| 5                                 | Aljaksandr Rabušėnka              | 40°                               | 15                       | Greg Van Avermaet        | 41°                      | 25                       | Alexander Salby          | 51°                      |
| 6                                 | Gleb Syrica                       | 27°                               | 16                       | Andrea Vendrame          | 8°                       | 26                       | Marco Tizza              | 107°                     |
| 7                                 | Simone Velasco                    | 88°                               | 17                       | Lawrence Warbasse        | 95°                      | 27                       | Aaron Van der Beken      | 36°                      |
| Bora-Hansgrohe                    | Bora-Hansgrohe                    | Bora-Hansgrohe                    | EF Education-EasyPost    | EF Education-EasyPost    | EF Education-EasyPost    | Eolo-Kometa Cycling Team | Eolo-Kometa Cycling Team | Eolo-Kometa Cycling Team |
| N°                                | Ciclista                          | Clas.                             | N°                       | Ciclista                 | Clas.                    | N°                       | Ciclista                 | Clas.                    |
| 31                                | Jordi Meeus                       | 7°                                | 41                       | Alberto Bettiol          | 61°                      | 51                       | Mirco Maestri            | 13°                      |
| 32                                | Giovanni Aleotti                  | 102°                              | 42                       | Richard Carapaz          | 72°                      | 52                       | Simone Bevilacqua        | 34°                      |
| 33                                | Shane Archbold                    | 32°                               | 43                       | Stefan de Bod            | 82°                      | 53                       | Giovanni Lonardi         | 35°                      |
| 34                                | Matteo Fabbro                     | 101°                              | 44                       | Jens Keukeleire          | 79°                      | 54                       | David Martín             | 22°                      |
| 35                                | Patrick Konrad                    | 94°                               | 45                       | James Shaw               | 96°                      | 55                       | Andrea Pietrobon         | 110°                     |
| 36                                | Victor Koretzky                   | 26°                               | 46                       | Marijn van den Berg      | 17°                      | 56                       | Samuele Rivi             | 29°                      |
| 37                                | Matthew Walls                     | 63°                               | 47                       | Łukasz Wiśniowski        | 30°                      | 57                       | Javier Serrano           | 14°                      |
| Green Project-BardianiCSF-Faizanè | Green Project-BardianiCSF-Faizanè | Green Project-BardianiCSF-Faizanè | Intermarché-Circus-Wanty | Intermarché-Circus-Wanty | Intermarché-Circus-Wanty | Israel-Premier Tech      | Israel-Premier Tech      | Israel-Premier Tech      |
| N°                                | Ciclista                          | Clas.                             | N°                       | Ciclista                 | Clas.                    | N°                       | Ciclista                 | Clas.                    |
| 61                                | Filippo Fiorelli                  | 23°                               | 71                       | Biniam Girmay            | 18°                      | 81                       | Itamar Einhorn           | 4°                       |
| 62                                | Iker Bonillo                      | 43°                               | 72                       | Niccolò Bonifazio        | 69°                      | 82                       | Ben Hermans              | 54°                      |
| 63                                | Luca Colnaghi                     | 28°                               | 73                       | Francesco Busatto        | 42°                      | 83                       | Alastair MacKellar       | 86°                      |
| 64                                | Lorenzo Conforti                  | 38°                               | 74                       | Sven Erik Bystrøm        | 56°                      | 84                       | Nadav Raisberg           | 57°                      |
| 65                                | Davide Gabburo                    | 16°                               | 75                       | Aimé De Gendt            | 83°                      | 85                       | Jens Reynders            | 11°                      |
| 66                                | Alessio Nieri                     | 108°                              | 76                       | Mike Teunissen           | NP                       |                          |                          |                          |
| 67                                | Alessandro Pinarello              | 52°                               | 77                       | Loïc Vliegen             | 84°                      |                          |                          |                          |
| Movistar Team                     | Movistar Team                     | Movistar Team                     | Q36.5 Pro Cycling Team   | Q36.5 Pro Cycling Team   | Q36.5 Pro Cycling Team   | Team Arkéa-Samsic        | Team Arkéa-Samsic        | Team Arkéa-Samsic        |
| N°                                | Ciclista                          | Clas.                             | N°                       | Ciclista                 | Clas.                    | N°                       | Ciclista                 | Clas.                    |
| 91                                | Fernando Gaviria                  | 2°                                | 101                      | Matteo Moschetti         | 5°                       | 111                      | Luca Mozzato             | 75°                      |
| 92                                | Juri Hollmann                     | 47°                               | 102                      | Matteo Badilatti         | 62°                      | 112                      | Jenthe Biermans          | 19°                      |
| 93                                | Johan Jacobs                      | 58°                               | 103                      | Marcel Camprubi          | 64°                      | 113                      | Nacer Bouhanni           | 6°                       |
| 94                                | Oier Lazkano                      | 66°                               | 104                      | Corey Davis              | 48°                      | 114                      | Donavan Grondin          | 50°                      |
| 95                                | Lluís Mas                         | 20°                               | 105                      | Alessandro Fedeli        | 76°                      | 115                      | Kévin Ledanois           | 70°                      |
| 96                                | Iván Romeo                        | 59°                               | 106                      | Tobias Ludvigsson        | 39°                      | 116                      | Alan Riou                | 111°                     |
| 97                                | Gonzalo Serrano                   | 12°                               | 107                      | Cyrus Monk               | 45°                      | 117                      | Alessandro Verre         | 99°                      |
| Corratec Selle Italia             | Corratec Selle Italia             | Corratec Selle Italia             | Team DSM                 | Team DSM                 | Team DSM                 | Team Jayco AlUla         | Team Jayco AlUla         | Team Jayco AlUla         |
| N°                                | Ciclista                          | Clas.                             | N°                       | Ciclista                 | Clas.                    | N°                       | Ciclista                 | Clas.                    |
| 121                               | Attilio Viviani                   | 44°                               | 131                      | Marius Mayrhofer         | 100°                     | 141                      | Dylan Groenewegen        | 10°                      |
| 122                               | Matteo Amella                     | 93°                               | 132                      | Patrick Eddy             | 104°                     | 142                      | Alexandre Balmer         | 85°                      |
| 123                               | Stefano Gandin                    | 53°                               | 133                      | Alexander Edmondson      | 55°                      | 143                      | Lawson Craddock          | 90°                      |
| 124                               | Alessandro Iacchi                 | 97°                               | 134                      | Niklas Märkl             | 46°                      | 144                      | Lukas Pöstlberger        | 77°                      |
| 125                               | Alexander Konychev                | 89°                               | 135                      | Lorenzo Milesi           | 37°                      | 145                      | Blake Quick              | R                        |
| 126                               | Simone Olivero                    | 73°                               | 136                      | Moritz Kärsten           | 78°                      | 146                      | Elmar Reinders           | 65°                      |
| 127                               | Veljko Stojnić                    | 112°                              | 137                      | Casper van Uden          | 3°                       | 147                      | Zdeněk Štybar            | 67°                      |
| Trek-Segafredo                    | Trek-Segafredo                    | Trek-Segafredo                    | Tudor Pro Cycling Team   | Tudor Pro Cycling Team   | Tudor Pro Cycling Team   |                          |                          |                          |
| N°                                | Ciclista                          | Clas.                             | N°                       | Ciclista                 | Clas.                    |                          |                          |                          |
| 151                               | Jon Aberasturi                    | 9°                                | 161                      | Arvid de Kleijn          | 1°                       |                          |                          |                          |
| 152                               | Julien Bernard                    | 91°                               | 162                      | Arthur Kluckers          | 109°                     |                          |                          |                          |
| 153                               | Amanuel Gebreigzabhier            | 68°                               | 163                      | Sebastian Kolze Changizi | 81°                      |                          |                          |                          |
| 154                               | Asbjørn Hellemose                 | 24°                               | 164                      | Aloïs Charrin            | 71°                      |                          |                          |                          |
| 155                               | Jacopo Mosca                      | 31°                               | 165                      | Miká Heming              | 80°                      |                          |                          |                          |
|                                   |                                   |                                   | 166                      | Rick Pluimers            | 74°                      |                          |                          |                          |
| 167                               | Maikel Zijlaard                   | 15°                               |                          |                          |                          |                          |                          |                          |